# Изидор Задгер
Изидор Исак Задгер (на немски: Isidor Isaak Sadger) е австрийски лекар и психоаналитик, един от най-големите теоретици и клиницисти, последовател на Зигмунд Фройд.

## Биография
Роден е на 29 октомври 1867 година в Нови Сонч, Полша. Учи заедно с Фройд от 1895 до 1904 г., като се концентрира върху хомосексуалността и фетишизма и измисля термините "садомазохизъм" (Sadomasochismus - през 1913 г.) и „нарцисизъм“. Става съдебен лекар и психоаналитик във Виена. След Аншлуса през 1938 Задгер остава в града и, тъй като е евреин по произход, е депортиран през септември 1942 в концентрационния лагер Терезиенщадт, Чехия, където умира на 21 декември 1942 година на 75-годишна възраст.

## Научна дейност
Задгер публикува „Fragment der Psychoanalyse eines Homosexuellen“ в Jahrbuch fuer sexuellen Zwischenstufen през 1908 г. Той описва анализа си на меланхоличен датски граф, който е хомосексуалист. Анализът трае само тринадесет дни преди да бъде прекратен от пациента, чиято сексуална ориентация остава непроменена. По-късно през 1908 Задгер публикува „Ist der Kontraere sexual Empfindung heilbar?“, която публикация оценява ценността на психоанализата като лечение на „противоположни сексуални чувства“. Задгер вярва, че не е достатъчно да се установи лъжлив тип хетеросексуално функциониране или „masturbatio per vaginam“, искайки вместо това да промени „Sexualideal“ на пациента, вътрешния образ на неговия сексуален обект.
Фройд отбелязва в бележка в своето ревизирано издание от 1910 г. на „Три есета по теория на сексуалността“, че заключенията му за хомосексуалността частично се базират на информация получена от Задгер.
Главната работа на Задгер „Die Lehre von den Geschlechtsverwirrugen... auf psychoanalytischer Grundlage“ е публикувана през 1921 г. Той обикновено се опитва да докаже, че хомосексуалността се причинява от инцидентни семейни събития, но поради неясни причини той често съобщава семейни истории на сексуална инверсия. Задгер следва идеята на Фройд, че мъжете-хомосексуалисти несъзнателно желаят да кастрират бащите си чрез отдаване на отпусналите мускули на техните мъжки партньори чрез оргазъм, така че да могат магически да инкорпорират мъжествеността си и най-накрая да получат достъп до майката.